# Colle Malamerenda
Colle Malamerenda è una località del comune italiano di Siena, nell'omonima provincia, in Toscana.

## Geografia fisica
La località di Colle Malamerenda dista 5,8 chilometri dal capoluogo comunale di Siena.

## Storia
Casale posto tra il torrente Tressa e il torrente Arbia dove sorgeva uno spedale con parrocchia (SS. Simone e Giuda).
Il nome di Malamerenda, a dire di alcuni storici senesi, deriva da una crudele carneficina fra molti individui di due potenti famiglie di Siena (i Salimbeni e i Tolomei) nell'occasione di una malaugurata merenda fatta in una vicina osteria.
Nel Dizionario geografico fisico storico della Toscana di Emanuele Repetti, troviamo sulla chiesa di Malamerenda: «Parrocchia dei SS. Simone e Giuda cui fu annesso S. Lorenzo a Borgo Vecchio, spettante alla Comunità. delle masse S. Martino, Giurisdizione, Diocesi e Compagnia di Siena. Trovasi il Colle di Malamerenda situato fra l'Arbia e il torrente Tressa, attraversato dalla strada regia romana lungo la quale esiste la chiesa parrocchiale, poco lungi da un distrutto Ospedaletto (S. Lazzero) destinato ai lebbrosi. Dopo eretta in cura, la chiesa di Malamerenda nel 1538 fu concessa in patronato alle monache degli Angeli di Siena le quali vi tennero un cappellano curato, finché nel 1628 essa venne dichiarata parrocchiale di libera collazione. Esiste in questa chiesa un quadro colorito del Casolani, rammentato nei cenni storici artistici del benemerito cittadino sanese, il fu Ettore Romagnoli. Gigli nel Diario sanese parlando di questo luogo disse essere favoloso il racconto che l'osteria esistente tuttora costà prendesse il nome di Malamerenda dall'uccisione di 18 militi di casa Tolomei sacrificati nel 1331 alla vendetta della consorteria dei Salimbeni all'occasione di una merenda; tostochè il nomignolo di questa località è di più antica data. Prossima alla chiesa vedesi la Villa Sani che ha una ornata moderna cappella. L'epoca della unione della parrocchia di Borgovecchio la ignoro. Presentemente Borgovecchio è villa signorile de Marchesi Nerli».
Le origini molto antiche della chiesa potrebbero inoltre risalire ad un preesistente ospedale detto "del naviglio". Nel 1358 l'ospedale era amministrato separatamente dalla chiesa da un rettore secolare. Nel 1374 fu ceduto dai frati domenicani a Siena. La chiesa, la cui parrocchia nel 1833 contava 125 abitanti dovette farsi carico di altre parrocchie più o meno lontane allorché le loro popolazioni persero di consistenza a causa di carestie pestilenze e e operazioni di guerra. La chiesa è sempre stato un punto di riferimento per le vallate e il paesaggio circostante che verrebbe irrimediabilmente distrutto. Scrive Federigo Tozzi: «I contadini pigliavano attraverso i campi, per i viottoli e alcuni dovevano guadare la Tressa. La chiesa di Colle in cima a un poggetto aguzzo, tra quattro cipressi alti, con le fronde soltanto in punta, come pennacchi rotondi suonava».